# Roll with It
Roll with It ist ein Lied der britischen Band Oasis, das am 14. August 1995 als zweite Singleauskopplung des Albums (What’s the Story) Morning Glory? erschien.

## Hintergrund
Das Lied wurde vom Leadgitarristen und Hauptsongwriter der Band Noel Gallagher komponiert. Es werden größtenteils G- und F-Akkorde verwendet. Der Text dreht sich um die Wichtigkeit, sich auf die eigene Persönlichkeit bezogen treu zu bleiben.
Oasis spielten den Song u. a. am 17. August 1995 in der bekannten englischen Fernsehsendung Top of the Pops. Das Musikvideo zeigt die Bandmitglieder bei einem Live-Auftritt. Der Song erschien als CD, Kassette und 7″.

## Battle of Britpop
Zeitgleich mit der Veröffentlichung von Roll with It veröffentlichte auch die mit Oasis konkurrierende Band Blur ihre aktuelle Single Country House. Es kam zu einem medial hochstilisierten Wettkampf zwischen den Bands, in dessen Verlauf Noel Gallagher den Blur-Musikern Damon Albarn und Alex James eine HIV-Infektion wünschte, was er wenig später zurücknahm. Der Wettstreit gipfelte im Kampf um die Nummer 1 der UK-Charts. Jedoch wurden Country House insgesamt 274.000 Singles abgesetzt, während Roll with It nur 216.000 mal über die Ladentische ging und somit auf Platz 2 der Charts verwiesen wurde. Das Ereignis führte sogar zu einer Erwähnung in den Nachrichten der BBC.

## Single-Formate
CD
1. Roll with It
2. It’s Better People
3. Rocking’Chair
4. Live Forever (live)

7″
1. Roll with It
2. It’s Better People

MC
1. Roll with It
2. It’s Better People

Auf der australischen CD-Ausgabe waren als B-Seite die Titel Talk Tonight, Acquiesce und Headshrinker enthalten.

## Kommerzieller Erfolg

### Chartplatzierungen
| ChartsChartplatzierungen     | Höchstplatzierung | Wochen |
| ---------------------------- | ----------------- | ------ |
| Vereinigtes Königreich (OCC) | 2 (48 Wo.)        | 48     |

| ChartsJahrescharts (1995)    | Platzierung |
| ---------------------------- | ----------- |
| Vereinigtes Königreich (OCC) | 21          |

### Auszeichnungen für Musikverkäufe
| Land/Region                  | Auszeichnungen für Musikverkäufe (Land/Region, Auszeichnung, Verkäufe) | Verkäufe  |
| ---------------------------- | ---------------------------------------------------------------------- | --------- |
| Vereinigtes Königreich (BPI) | 2× Platin                                                              | 1.200.000 |
| Insgesamt                    | 2× Platin ·                                                            | 1.200.000 |

Hauptartikel: Oasis/Auszeichnungen für Musikverkäufe